# Genie Gets Her Wish
Genie Gets Her Wish glazbeni je DVD američke pop pjevačice Christine Aguiere. Na njemu je njeno izvođenje svog singla "Genie in a Bottle", rijetke snimke iz studija, nastupi na koncertima i ekskluzivne nsimke iza pozornice. DVD je dobio platinastu certifikaciju od RIAA u SAD.u.

## Popis pjesama
1. "Genie in a Bottle"
2. "So Emotional"
3. "Come On Over (All I Want Is You)"
4. "What a Girl Wants"
5. "I Turn to You"
6. "At Last"
7. "When You Put Your Hands On Me"
8. "The Christmas Song" ("Chestnuts Roasting On An Open Fire")

## Posebni sadržaj
- Galerija fotografija
- Bonus spotovi

1. "Genie in a Bottle"
2. "What a Girl Wants"

- Odabrane snimke
- Web poveznice